# Chub

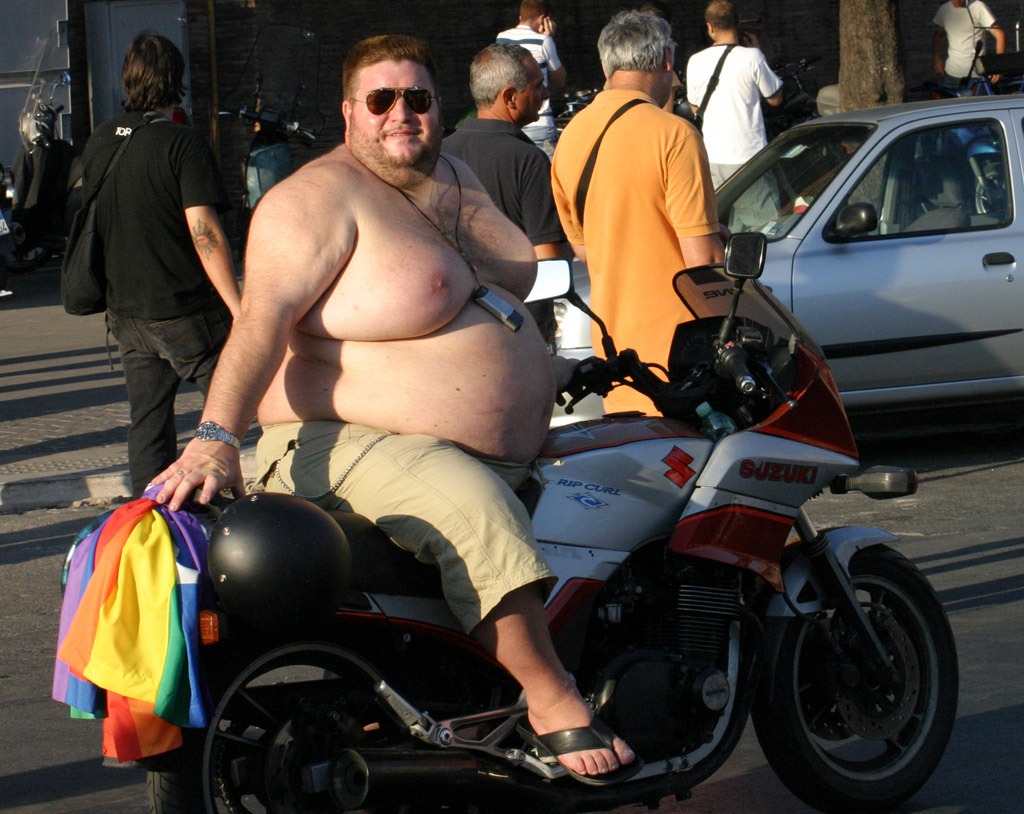
Chubby sobre una motocicleta, en el desfile «Gays contra la Anorexia», en Italia.

La comunidad chub es un grupo dentro de la comunidad gay, la cual se divide en subcomunidades con el propósito de establecer intereses comunes entre pares.
Los chub  generalmente son muy gordos, tienen una barriga enorme y a veces también aman a hombres barrigones.
Algunos pueden ser peludos, como los de la comunidad de osos (en inglés bears), aunque éste no es un requisito.
El hombre delgado o de contextura media que busca gordos se denomina «cazador» (en inglés chaser [chéiser]).
Los chub a veces se disocian de la comunidad gay en general, y tienen sus propios bares y eventos sociales, donde pueden socializar con otros miembros de la comunidad de osos.
Hacen concursos (como los concursos de belleza, pero de contenido mucho más sexual), donde se le dan premios a los ganadores, por ejemplo: «Mr. Chubby International» o «Mr. Chaser International».
La comunidad chub fue creada en Estados Unidos en los años ochenta por hombres gays que sentían que no coincidían con la corriente principal de la cultura gay —a la que criticaban por poner demasiado énfasis en una norma particular de belleza (delgadez y juventud)— y luego se separaron también de la comunidad.
A su vez algunas personas (tanto dentro como fuera de la comunidad chub) critican su tendencia a excluir a las personas que no entran dentro de sus propios estándares de lo que es un «verdadero hombre».

## Terminología
En la comunidad chubby se usan ciertos términos especiales:
- Cazador (en inglés chaser): un varón atraído sexualmente a los chubbys (gordos lampiños) o a los osos (gordos peludos). Él mismo puede ser un chubby o un oso, aunque no es un requisito. A los cazadores les encantan generalmente las barrigas grandes. Existen diferentes juegos sexuales:
  - Belly worship (sobar y besar la barriga)
  - Belly squasher (la barriga aplasta la cara del cazador)
  - Belly shaking (el gordo menea su barriga de arriba hacia abajo, para excitar al cazador, al igual que cuando el cazador está sentado encima del chub, cuando la barriga se mueve para los lados), etcétera.
- Chubby (literalmente ‘gordito’): un hombre con barriga grande y fuerte sobrepeso. El plural es chubbys (en inglés, chubbies).
- Chubette: una versión joven (o de apariencia joven) del chubby, con una complexión menor a la del chub. Este término no se utiliza en las comunidades hispanohablantes.
- Girth & Mirth: clubs para chubbys.
- Oso: un hombre con barba completa o perilla, muy masculino, con pecho y cuerpo peludo, generalmente maduro (o de apariencia madura), con sobrepeso o complexión robusta (o si es posible muscular), vistiendo a veces vaqueros (blue jeans), franela o cuero.